# Kulturåret 1701

## Händelser
- okänt datum – Ett franskt teatersällskap, La troupe du Roi de Suede under ledning av Claude Guilmois de Rosidor, uppför det första svenska teaterstycket, Anders von Düben d.y:s Ballet meslé de chants héroïques. På svenska heter verket Balett bemängd med hjältesång och tillkommer för att fira segern vid Narva året innan.
- okänt datum – Yale University, beläget i New Haven, Connecticut, grundas under titeln Collegiate School men byter namn till Yale College 1718.
- okänt datum – Nicodemus Tessin d.y. uppförde Küselska huset i Stockholm.

## Nya verk
- An Essay Towards the Theory of the Ideal or Intelligible World av John Norris
- The Sylvan Dream av John Philips
- The True-Born Englishman av Daniel Defoe

## Födda
- 1 februari – Johan Agrell (död omkring 1767), svensk tonsättare.
- 19 juni – François Rebel (död 1775), fransk kompositör.
- 22 juni – Nicolai Eigtved (död 1754), dansk arkitekt.
- 27 juni – Silvia Balletti (död 1758), italiensk skådespelare.
- 22 september – Anna Magdalena Bach (död 1760), tysk sångare.
- okänt datum – Gustaviana Schröder (död 1763), vokalist vid Hovkapellet.

## Avlidna
- 15 februari – Adam Drese (född 1620), tysk kapellmästare, lärare, tonsättare och borgmästare.
- 28 mars – Domenico Guidi (född 1625), var en italiensk skulptör under barocken.
- 2 juni – Madeleine de Scudéry (född 1607), fransk romanförfattare som ingick i preciositeten.
- 1 augusti – Jan Chryzostom Pasek (född 1625), polsk författare.
- 24 augusti – Ahasverus Fritsch (född 1629), konsistorialpresident och psalmtextförfattare.